# Asturcón (escultura)
L'escultura urbana coneguda pel nom Asturcón, ubicada a la plaça de Dolores Medio (barrio de La Argañosa), a la ciutat d'Oviedo, Principat d'Astúries, Espanya, és una de les més d'un centenar que adornen els carrers de l'esmentada ciutat espanyola.
El paisatge urbà d'aquesta ciutat, es veu adornat per obres escultòriques, generalment monuments commemoratius dedicats a personatges d'especial rellevància en un primer moment, i més purament artístiques des de finals del segle xx.
L'escultura, feta de bronze, és obra de Félix Alonso Arena, i està datada 2003.
L'obra està col·locada sobre un pedestal i representa el característic cavall d'Astúries. Ocupa una de les dues plataformes que constitueixen la plaça Dolores Medio, en la qual també està ubicada el bust en honor d'aquesta escriptora d'Oviedo; la qual va ser inaugurada el 16 de març de l'any 2003.